# 2019年相模原市議会議員選挙
2019年相模原市議会議員選挙（2019ねんさがみはらしぎかいぎいんせんきょ）は、相模原市の議決機関である相模原市議会を構成する議員を全面改選するために行われる選挙で、第19回統一地方選挙の前半戦投票日である4月7日に投票が行われた。

## 概要
市議会議員の任期4年が満了したことに伴って実施された。3選挙区46議席に対して54名が立候補した。

## 基礎データ
- 選挙事由：任期満了
- 告示日：2019年3月29日
- 投票日：2019年4月7日
- 議員定数：46人
- 選挙区：3選挙区
- 候補者数：54人

## 当選した議員
自民党 
 公明党   共産党 
 立憲民主党 
 国民民主党 
 社民党 
 無所属 
| 緑区   | 大八木聡   | 関根雅吾郎 | 秋本仁       | 栗原大     | 南波秀樹   | 小野沢耕一 | 中村忠辰   | 小田貴久   | 野元好美 |
| 緑区   | 田所健太郎 | 佐藤尚史   |              |            |            |            |            |            |          |
| 中央区 | 中村昌治   | 榎本揚助   | 西家克己     | 五十嵐千代 | 後田博美   | 松永千賀子 | 岡本浩三   | 布施初子   | 臼井貴彦 |
| 中央区 | 小池義和   | 大沢洋子   | 小野弘       | 森繁之     | 三須城太郎 | 渡部俊明   | 服部裕明   | 今宮祐貴   |          |
| 南区   | 鈴木晃地   | 阿部善博   | 長谷川久美子 | 仁科なつ美 | 須田毅     | 折笠正治   | 大崎秀治   | 鈴木秀成   | 大槻和弘 |
| 南区   | 桜井はるな | 寺田弘子   | 石川将誠     | 古内明     | 石川達     | 加藤明徳   | 久保田浩孝 | 金子豊貴男 | 羽生田学 |